# Меироне (Савона)
Меироне је насеље у Италији у округу Савона, региону Лигурија.
Према процени из 2011. у насељу је живело 20 становника. Насеље се налази на надморској висини од 214 м.